# Aechmea weberi
Espèce
Classification phylogénétique
Synonymes
- Nidularium weberi E.Pereira & Leme

Aechmea weberi est une espèce de plantes de la famille des Bromeliaceae, endémique de la forêt atlantique (mata atlântica en portugais) au Brésil.

## Synonymes
- Nidularium weberi E.Pereira & Leme[1].

## Distribution
L'espèce est endémique de l'État de Bahia au Brésil.

## Description
L'espèce est épiphyte.